# Rumilly-lès-Vaudes
Rumilly-lès-Vaudes est une commune française, située dans le département de l'Aube en région Grand Est.

## Géographie
| Montceaux-lès-Vaudes | Vaudes             | Chappes                   |
|                      | Rumilly-lès-Vaudes | Fouchères Jully-sur-Sarce |
| Les Loges-Margueron  |                    | Lantages                  |

Le sous-sol de Rumilly daterait du néocomien, bas étage du crétacé.  Dans l’ancien lit de la Seine on trouve sable et graviers. Les argiles, présentes au-delà de la place du Turot renferment entre autres des pierres de lumachelle qui ont notamment servi à la construction du Manoir des Tourelles et de l’église Saint-Martin.

### Hydrographie
La commune est dans la région hydrographique « la Seine de sa source au confluent de l'Oise (exclu) » au sein du bassin Seine-Normandie. Elle est drainée par le Fossé Berthault, la Marve, l'Hozain, le ru d'Erlant, le canal 01 de la commune de Rumilly-les-Vaudes, le canal 01 de Villeneuve-sous-Vérien, le canal 02 de la commune de Rumilly-les-Vaudes, le Fossé 01 de la Rocatelle, le Fossé 01 de Saint-Jacques, le Fossé 02 de la commune de Rumilly-les-Vaudes, l'Hozain, le ru de la Fontaine Paisseaux, le ru de Verien, le ruisseau des Louvières, le ruisseau des Louvières et divers autres petits cours d'eau,.
Le fossé Berthault, d'une longueur de 11 km, prend sa source dans la commune  et se jette  dans l'Hozain à Saint-Thibault, après avoir traversé trois communes.
La Marve, d'une longueur de 20 km, prend sa source dans la commune d'Arthonnay et se jette  dans l'Hozain à Lantages, après avoir traversé six communes.
L'Hozain, d'une longueur de 25 km, prend sa source dans la commune de Lantages et se jette  dans la Seine à Bréviandes, après avoir traversé douze communes.

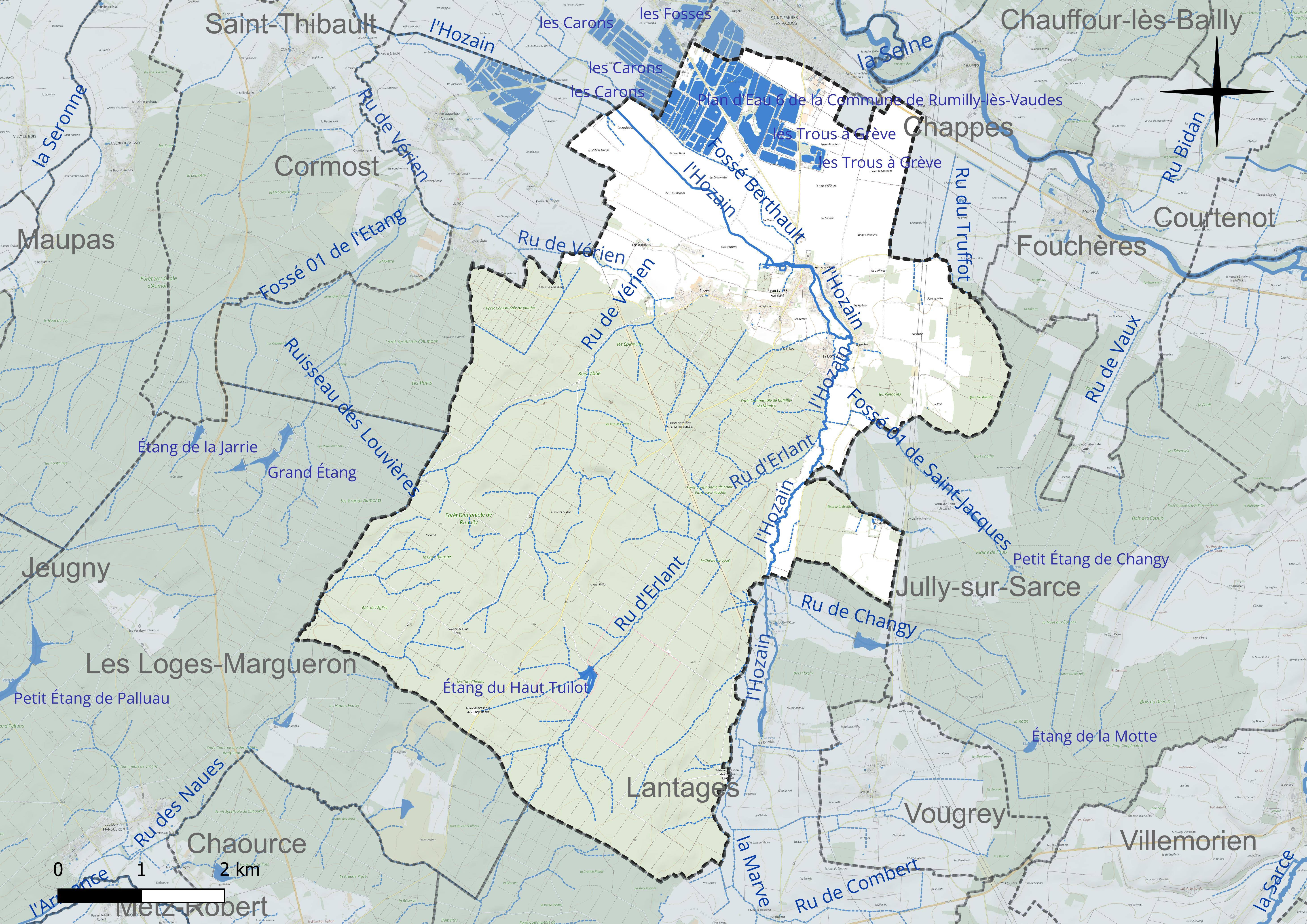
Réseau hydrographique de Rumilly-lès-Vaudes.

Huit plans d'eau complètent le réseau hydrographique : le plan d'eau 1 de la commune de Rumilly-lès-Vaudes (5,6 ha), le plan d'eau 3 de la commune de Rumilly-lès-Vaudes (2,3 ha), le plan d'eau 4 de la commune de Rumilly-lès-Vaudes (1,1 ha), le plan d'eau 6 de la commune de Rumilly-lès-Vaudes (3,5 ha), le plan d'eau 7 de la commune de Rumilly-lès-Vaudes (2 ha), les étangs de la Rocatelle, d'une superficie totale de 0,1 ha (0,1 ha sur la commune), les Trous à Grève (8,3 ha) et l'étang du Haut Tuilot (3,2 ha),.

### Climat
Pour des articles plus généraux, voir Climat du Grand Est et Climat de l'Aube.
En 2010, le climat de la commune est de type climat océanique dégradé des plaines du Centre et du Nord, selon une étude du Centre national de la recherche scientifique s'appuyant sur une série de données couvrant la période 1971-2000. En 2020, Météo-France publie une typologie des climats de la France métropolitaine dans laquelle la commune est exposée à un climat océanique altéré et est dans la région climatique Lorraine, plateau de Langres, Morvan, caractérisée par un hiver rude (1,5 °C), des vents modérés et des brouillards fréquents en automne et hiver.
Pour la période 1971-2000, la température annuelle moyenne est de 10,3 °C, avec une amplitude thermique annuelle de 16 °C. Le cumul annuel moyen de précipitations est de 747 mm, avec 12 jours de précipitations en janvier et 7,8 jours en juillet. Pour la période 1991-2020, la température moyenne annuelle observée sur la station météorologique de Météo-France la plus proche, « Celles-sur-ource », sur la commune de Celles-sur-Ource à 15 km à vol d'oiseau, est de 11,4 °C et le cumul annuel moyen de précipitations est de 747,2 mm. 
La température maximale relevée sur cette station est de 40,6 °C, atteinte le 25 juillet 2019 ; la température minimale est de −15 °C, atteinte le 1er mars 2005,,.
Les paramètres climatiques de la commune ont été estimés pour le milieu du siècle (2041-2070) selon différents scénarios d'émission de gaz à effet de serre à partir des nouvelles projections climatiques de référence DRIAS-2020. Ils sont consultables sur un site dédié publié par Météo-France en novembre 2022.

## Urbanisme

### Typologie
Au 1er janvier 2024, Rumilly-lès-Vaudes est catégorisée commune rurale à habitat dispersé, selon la nouvelle grille communale de densité à 7 niveaux définie par l'Insee en 2022.
Elle est située hors unité urbaine. Par ailleurs la commune fait partie de l'aire d'attraction de Troyes, dont elle est une commune de la couronne,. Cette aire, qui regroupe 209 communes, est catégorisée dans les aires de 200 000 à moins de 700 000 habitants,.

### Occupation des sols
L'occupation des sols de la commune, telle qu'elle ressort de la base de données européenne d’occupation biophysique des sols Corine Land Cover (CLC), est marquée par l'importance des forêts et milieux semi-naturels (68,3 % en 2018), une proportion sensiblement équivalente à celle de 1990 (68,6 %). La répartition détaillée en 2018 est la suivante : 
forêts (65,2 %), terres arables (18,4 %), prairies (6 %), eaux continentales (4,2 %), milieux à végétation arbustive et/ou herbacée (3,1 %), zones urbanisées (1,5 %), zones agricoles hétérogènes (1,5 %), mines, décharges et chantiers (0,2 %). L'évolution de l’occupation des sols de la commune et de ses infrastructures peut être observée sur les différentes représentations cartographiques du territoire : la carte de Cassini (XVIIIe siècle), la carte d'état-major (1820-1866) et les cartes ou photos aériennes de l'IGN pour la période actuelle (1950 à aujourd'hui).

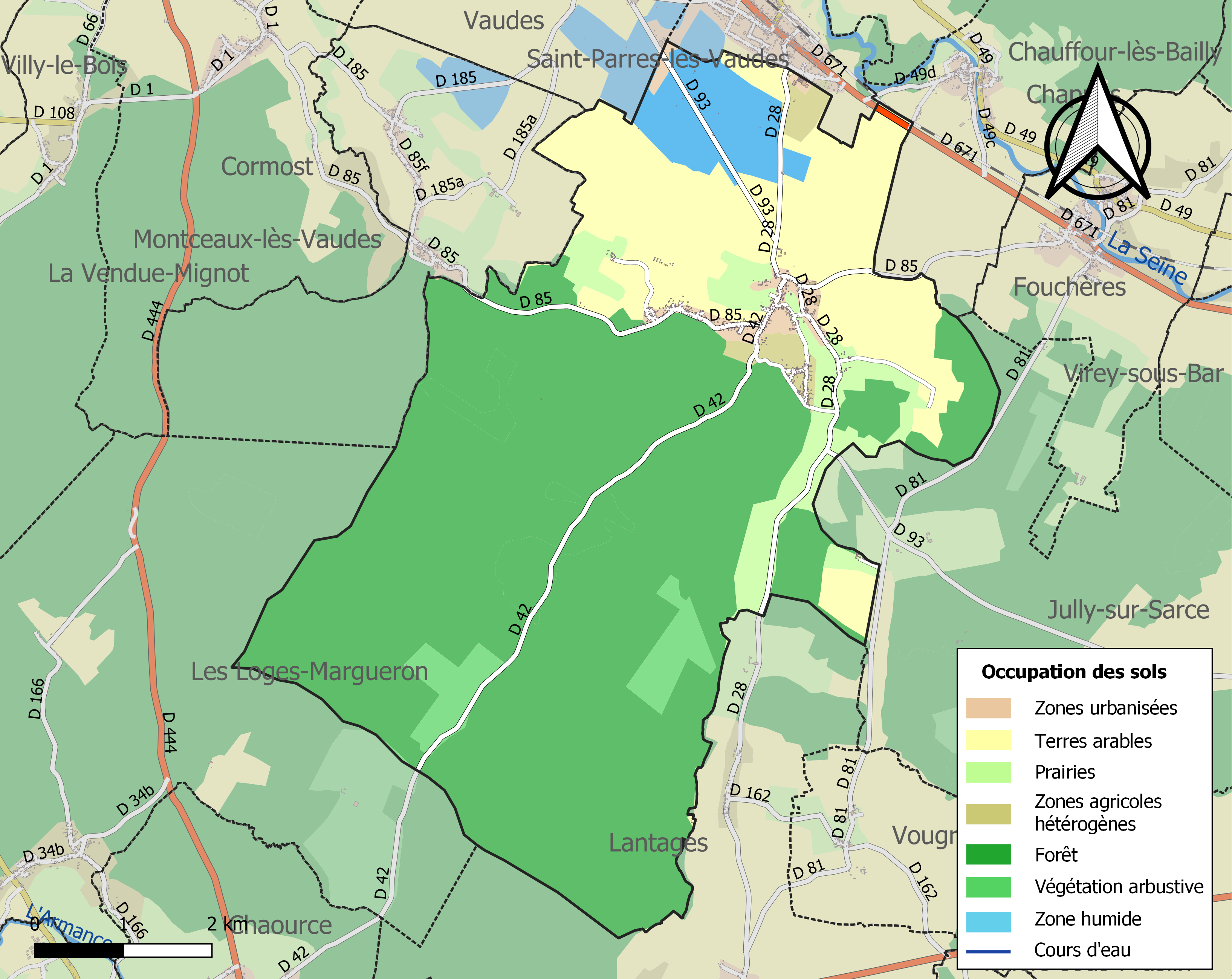
Carte des infrastructures et de l'occupation des sols de la commune en 2018 (CLC).

## Toponymie
L'étymologie est la même que pour Romilly, dérivant du latin Romiliacus formé sur le nom de personne latin (porté par un Gaulois) Romilius,, suivi du suffixe gallo-roman *-ACU, issu du gaulois *-ako.
Il existait comme écart : Au-De-là-le-Rupt, les Bocages, le Bochot, le Bois-du-Roi, le Bois-l'Abbé, les Boulins, Bréviande, la Butte, Châtillon, Chaussepierre, Cinq-Chêne, la fontaine Claude-Masson, Courgelaine, Courtin-de-la-Grange, la Croix-Blanche, la Croix-du-Caron, le rû d'Eclan, d'Erland et de l'Etang, l'Ecluse, l'Ermitage, la fontaine Frémy, Fréson, la Gravière, la Haie de l'Orme de Guiller des Buissonneaux, le Haut-Tuilot, le Long-du-Bois, la Maison-Guillemart, Montmaur, la Motte, les moulins du bas et du haut, le Poil, le Pont-Roussel, la Rocatelle, Saint-Thomas, la Séquenterie, la Taillanderie, le Truffot, Villeneuve-sous-Verrien sur la cadastre de 1836.

## Histoire
En 1789, le village dépendait de l'intendance et de la généralité de Châlons-sur-Marne, de l'élection de Troyes et d'un bailliage particulier relevant de celui de Troyes.

### Chronologie succincte
- 1104 – Le comte de Champagne fait don de sa terre de Rumilly à l’abbaye de Molesme.
- 1250 – L’abbé de Molesme abandonne au comte de Champagne, la moitié de ses droits sur la terre et les bois de Rumilly en échange de la garde de la seconde moitié du domaine.
- 1284 - Édification d'une place forte qui deviendra plus tard le manoir des Tourelles au XVIe siècle.
- 1308 – Pour le différencier des autres Rumilly, Remilly… le village prend le nom de Rumilly-lez-Vaudes (à côté de Vaudes.)
- 1493 – Jacques Colet obtient à Rome une bulle d’indulgences pour la réparation et la conservation de l’église (ancienne).
- 1527 – Première pierre de l’église nouvelle.
- 1532 – Le Manoir de Pierre Pion est « tout neuf ».
- 1549 – Consécration de l’église Saint-Martin.
- 1739 – Un orage abat le campanile du transept.
- 1798 (an VI) – L’incendie ravage la toiture de l’église.
- 1840 - L'église Saint-Martin est classée Monument Historique.
- 1844 – Réception de la mairie-école, à côté de l’église.
- 1850 – La commune gagne le procès qu’elle a intenté contre l’État, au sujet des droits d’affouages en forêt.
- 1902 – Le manoir est acquis par la commune qui en fait sa mairie et l’école des garçons.
- 1903 - Le manoir est classé Monument Historique.
- 1925 – L’électricité à Rumilly.
- 1954 – Translation du cimetière, des abords de l’église à l’embranchement de la route de Saint-Parres et de celle de Vaudes.
- 1957 – Les enfants entrent dans le groupe scolaire nouvellement construit.
- 1966 – L’eau coule au robinet.
- 1978 – Ouverture du logement foyer du Vaudois.
- 1979 – Approbation du plan d'occupation des sols (POS).
- 1988 – Recherche de pétrole en forêt.
- 1984-1991 – Opposition à la décharge Chazelle en limite de forêt.
- 2002 – Premières plaques (et numéros) de rues.

### Les Templiers
Hameau de Chaussepierre qui avait quinze feux en 1290 ; c'était un arrière-ban d'Aumont et relevait des sires de Chappes. Il fut engagé en 1247 aux Templiers. Il appartenait aux Chamblin au XIIIe siècle, à la famille de Vitel aux XVIe et XVIIe siècles avant d'arriver aux Coqueley au XVIIIe siècle.

## Démographie
L'évolution du nombre d'habitants est connue à travers les recensements de la population effectués dans la commune depuis 1793. Pour les communes de moins de 10 000 habitants, une enquête de recensement portant sur toute la population est réalisée tous les cinq ans, les populations de référence des années intermédiaires étant quant à elles estimées par interpolation ou extrapolation. Pour la commune, le premier recensement exhaustif entrant dans le cadre du nouveau dispositif a été réalisé en 2004.

En 2022, la commune comptait 580 habitants, en évolution de +10,06 % par rapport à 2016 (Aube : +0,7 %, France hors Mayotte : +2,11 %).
| 1793 | 1800 | 1806 | 1821 | 1831 | 1836 | 1841 | 1846 | 1851 |
| ---- | ---- | ---- | ---- | ---- | ---- | ---- | ---- | ---- |
| 780  | 737  | 734  | 607  | 681  | 730  | 740  | 687  | 729  |

| 1856 | 1861 | 1866 | 1872 | 1876 | 1881 | 1886 | 1891 | 1896 |
| ---- | ---- | ---- | ---- | ---- | ---- | ---- | ---- | ---- |
| 652  | 620  | 605  | 574  | 562  | 586  | 573  | 588  | 598  |

| 1901 | 1906 | 1911 | 1921 | 1926 | 1931 | 1936 | 1946 | 1954 |
| ---- | ---- | ---- | ---- | ---- | ---- | ---- | ---- | ---- |
| 512  | 509  | 471  | 415  | 420  | 461  | 481  | 464  | 472  |

| 1962 | 1968 | 1975 | 1982 | 1990 | 1999 | 2004 | 2006 | 2009 |
| ---- | ---- | ---- | ---- | ---- | ---- | ---- | ---- | ---- |
| 472  | 471  | 459  | 485  | 475  | 484  | 466  | 466  | 468  |

| 2014 | 2019 | 2022 | - | - | - | - | - | - |
| ---- | ---- | ---- | - | - | - | - | - | - |
| 520  | 557  | 580  | - | - | - | - | - | - |

## Économie
La commune de Rumilly vit principalement de l’agriculture et de la forêt avec pour compléments commerces et artisans. Quelques fermes dont l’une produit encore du lait (pour le fromage dit « de Chaource »). S’y ajoutent : un jardin pour cueillette individuelle et une basse-cour de produits locaux (volailles-porcs). Deux scieries qui exploitent le bois de la forêt. Les habitants y jouissent du droit d’affouage.

## Lieux et monuments
- La forêt de Rumilly où la communauté avait droit de ramasser le bois mort et mort-bois, d'y venir chercher le bois de charpente pour leurs maisons avec congés des officiers ; le pâturage pour quatre vaches et quatre cochons[28].

### Le Manoir des Tourelles

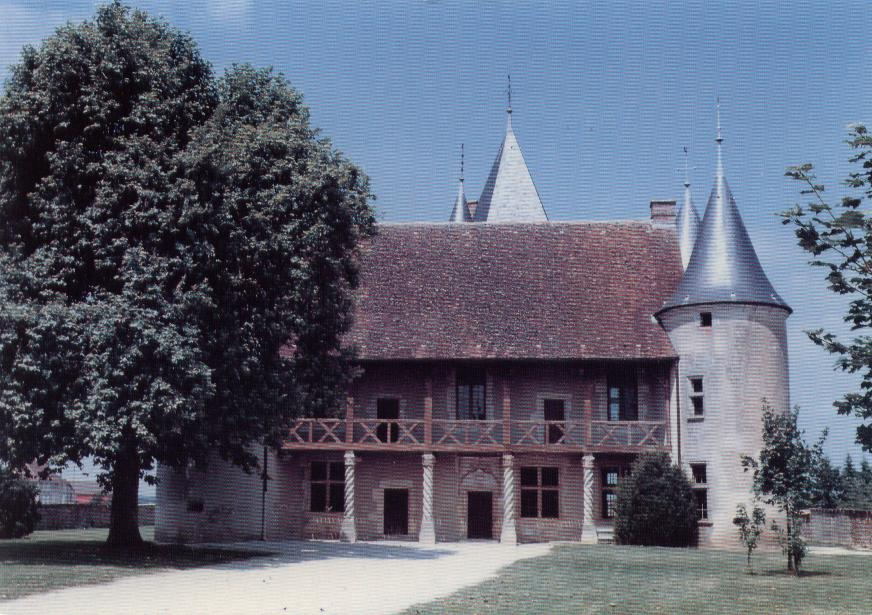
Manoir de Rumilly.

Édifié en 1284, c'est d'abord une demeure fortifiée, comme en témoignent les quatre tourelles d’angle percées de canonnières, proche de la « grange aux dîmes, elle fut résidence administrative des représentants du roi de France, gérant le domaine, en son nom et en celui de l’abbé de Molesme, tous deux seigneurs sur la terre de Rumilly.

Parmi ces délégués du pouvoir, fut le sénéchal de Champagne Louis II d'Orléans
 (mai 2022).
Si vous disposez d'ouvrages ou d'articles de référence ou si vous connaissez des sites web de qualité traitant du thème abordé ici, merci de compléter l'article en donnant les références utiles à sa vérifiabilité et en les liant à la section « Notes et références ».
, le futur Louis XII ; ses armes mutilées ornent la porte nord du manoir et le cheminée est du rez-de-chaussée. C’est Pierre Pion, riche boucher troyen qui, vers 1530, a donné sa touche personnelle au bâtiment, avant qu’à sa mort, François II de Vienne, abbé de Molesme, en fasse décorer les manteaux des quatre cheminées.
Déclaré bien national à la Révolution, il échut aux Labille de la Rocatelle (un domaine sur le territoire de Rumilly). La commune l’acquiert en 1902 pour y installer la mairie et l’école des garçons. En 1947, les deux classes qui y avaient trouvé asile le quittent pour intégrer un groupe scolaire tout neuf. Le manoir des Tourelles reste aujourd’hui mairie officielle de Rumilly et le rez-de-chaussée a été aménagé en salle de réception.
Une galerie court au premier étage de sa façade sud, ornée de culs-de-lampe moyenâgeux, soutenue par six colonnes torses aux chapiteaux armoriés. La porte d’entrée est surmontée des armes royales entourées du cordon de l’ordre de Saint-Michel. Du côté nord, la porte de la tourelle centrale hexagonale, ouvre sur un escalier à vis aux marches d’une largeur exceptionnelle, orné à chaque angle d’un animal ou personnage de légende.
Au rez-de-chaussée, sur une poutre du beau plafond Renaissance (tant plein que vide), Pierre Pion a fait sculpter ses armes avec celles de sa femme et des membres de sa famille. Au premier étage, la cheminée ouest, offre les armoiries d’Antoine II de Vienne abbé de Molesme. Une des quatre tourelles abrite un oratoire à la voûte élégante, simple et discret. À l’entrée du grenier - dont la charpente est en forme de carène de vaisseau renversé, - la colonne au chapiteau sculpté qui termine la vis de l’escalier voisine avec une galerie de pierre ajourée.
Le souvenir des Compagnons qui ont contribué à la construction et à la rénovation  du manoir plane de manière évidente et constante à l’extérieur et à l’intérieur de l’édifice : trois caveaux en sous-sol, en hommage aux trois fondateurs du compagnonnage, colonne aux spires inversées, images du chien et du loup, du renard tenant en sa gueule une poule, erreur dans la composition d’un plaque de cheminée. Tout est à voir dans ce manoir, le seul édifice rural du département classé XVIe siècle, et conservé dans son intégrité.

### L’église Saint-Martin

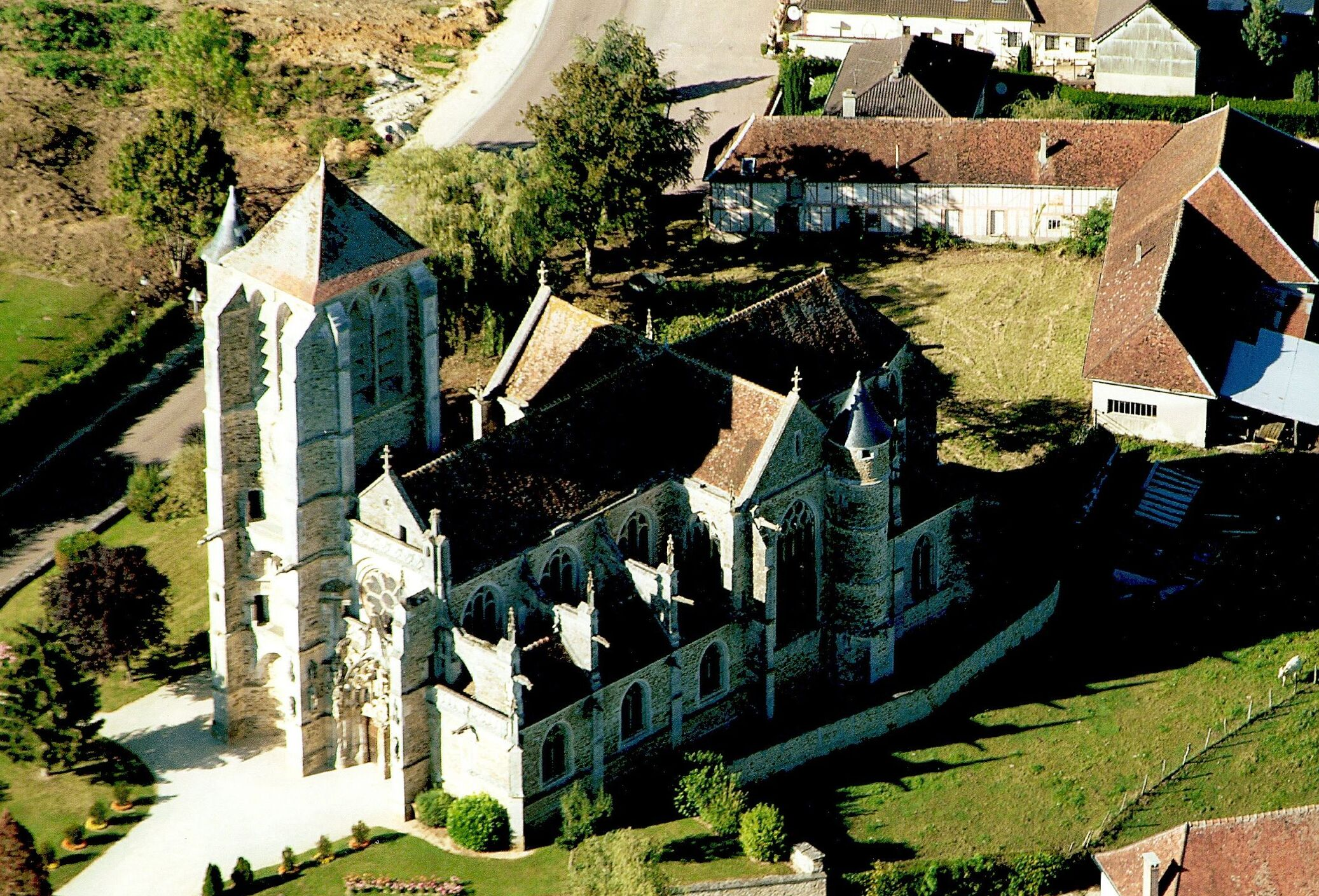
Église de Rumilly.

L'édifice fait l’objet d’un classement au titre des monuments historiques par la liste de 1840.

## Personnalités liées à la commune
Charles Fichot, vers 1860, a croqué tous les aspects architecturaux du manoir et de l’église.

## Héraldique
| Blason de Rumilly-lès-Vaudes | Blason  | De gueules au manoir d'argent flanqué de deux tours, le tout couvert du même, au chef d'or chargé d'un chevron d'azur surchargé d'une étoile aussi d'or, accompagné de trois œillets du champ. |
| Blason de Rumilly-lès-Vaudes | Détails | Le statut officiel du blason reste à déterminer. |

## Culture
Nouvellement créée en 2012, l’association Rumilly Histoire et Patrimoine a acquis, pour l’église Saint-Martin, un orgue numérique, un instrument qui sera utilisé pour des concerts ainsi que pour la formation des futurs organistes.
Visites guidées du manoir et de l’église sur demande.

## Pour approfondir